# Kpanlogo

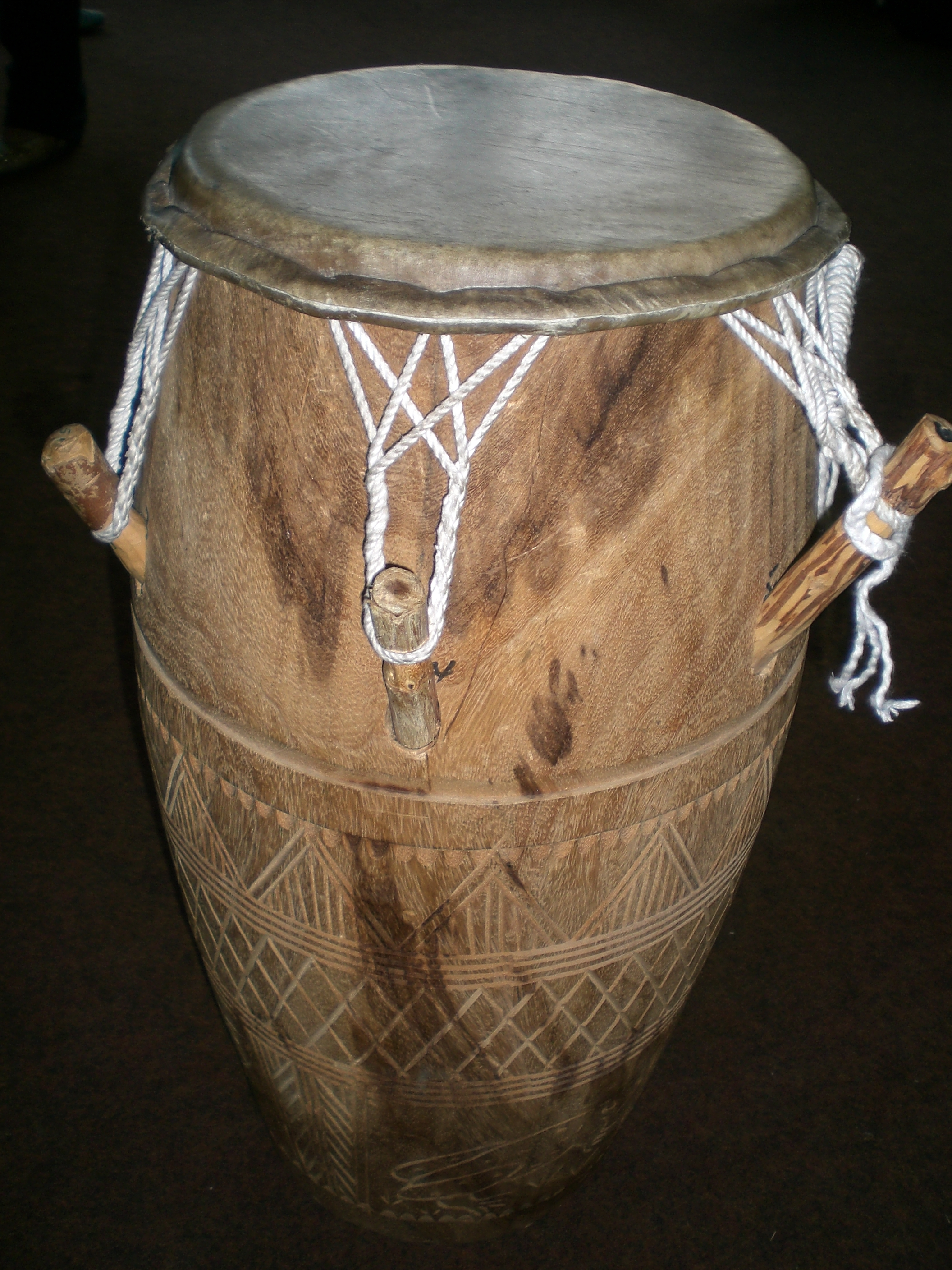

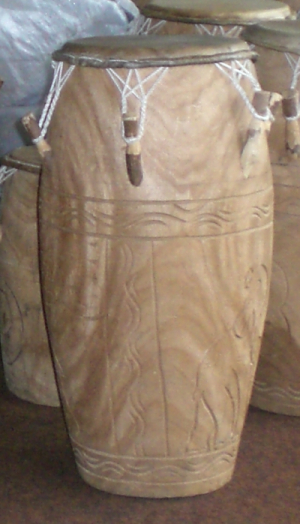
Zwei Kpanlogos

Die Kpanlogo ist eine ghanaische Fasstrommel, ähnlich einer Conga, jedoch etwas kleiner. Das Fell (ursprünglich Antilopenhaut, heute auch Ziege oder Kuh) wird mit einem Pflocksystem gespannt.
Werden die Pflöcke oder auch der Rand der Trommel mit einem schweren Holzhammer geschlagen, steigt die Spannung und damit der Ton der Trommel. Soll die Trommel tiefer gestimmt werden, schlägt man mit einiger Kraft mit dem Handballen auf die Mitte des Felles.

## Spielweise
Gespielt wird die Kpanlogo hauptsächlich mit den Händen, je nach Rhythmus aber auch mit einem Stock und einer Hand. Ihren Namen erhielt sie durch den gleichnamigen Tanz, der in der Küstenregion Ghanas, speziell Accra und Umgebung, sehr populär ist.
Beim Spielen klemmt man die Trommel oben zwischen den Beinen und unten mit den Füßen fest. Man hält sie leicht schräg, um das Loch unten nicht zu verdecken. So klingt sie besser und lauter.
Die Kpanlogo ist ein Instrument, das ursprünglich von der Ethnie der Ga gespielt wurde, heute aber in ganz Ghana verbreitet ist. Zu den Kpanlogo-Trommeln gehören diverse perkussive Begleitinstrumente. Wichtig ist die Doppelglocke aus Eisen, genannt Gankogui, auch Gakpavi, „Eisen trägt Kind“ oder auch Ngongo. Ein weiteres häufiges Begleitinstrument ist die Axatse (in Lateinamerika Shékere, auch Kalabashi, Shaker), eine mit einem Muschelnetz bespannte Kalebasse.

## Rhythmus
Er wird auch häufig für Trommelanfänger als Einsteigerrhythmus gespielt.
Die Glockenfigur entspricht der weit verbreiteten Son- oder Afroclave
|: x..x..x. | ..x.x... :|
Auf der Axatse wird folgender Rhythmus gespielt (Hand-to-hand):
|: x.xxx.xx | x.xxx.xx :|
O = Offener Schlag mit der Hand aufs Fell am Trommelrand;
B = Bassschlag mit der Hand auf die Fellmitte;
S = Slap (seitlicher „Peitschenschlag“ mit der Hand);
T = Tip (leichter, leiser Schlag);
. = kein Schlag
F = Flam (zwei sehr kurz hintereinander gespielte Openschläge, die nur wie ein Schlag zählen);
(„Hand-to-hand“-Spielweise)
Der erste Grundrhythmus (auch weiblicher Rhythmus genannt) auf der Kpanlogo-Trommel (hoch gestimmt):
|: OOOOB.SS | O.OOB.SS :|
Zweiter Grundrhythmus (auch männlicher Rhythmus genannt) (mittelhoch gestimmte Trommel):
|: OO.SB.TT | O.TTBOO. :|
Da es bei den Ga-Völkern um Accra herum ursprünglich als Schlagtechniken keine Slaps gab, sieht der Ursprungsrhythmus so aus:
|: OO..B.TT | O.TTBOO. :|
Der Einstieg zu dieser Figur ist auch nicht auf dem ersten Puls, sondern auf dem neunten:
........ | O.TTBOO. |: OO..B.TT | O.TTBOO. :|
Dritter Grundrhythmus (und Ausgangsbasis für die Solostimme):
|: B.TTB.OO | B.TTB.OO :|
Die Solofiguren basieren häufig auf folgenden (oder ähnlichen) Figuren:
|: B.SSB.SS | B.SSO.SS :|
|: B.SSB.SS | B.SSOOOO :|
Zum Einstieg in den Rhythmus wird häufig folgende Figur gespielt:
F.OO..F. | OO..F.OO
Der Kpanlogo gehört zu den bekanntesten Rhythmen, die auch in Europa Verbreitung gefunden haben. Es gibt viele Variationen, nur der Grundrhythmus ist beständig.

## Tanz

Weitere Perkussionsinstrumente: Bechertrommel Oprente, Rassel Axatse und Doppelglocke Gankogui mit Schlagholz

Der Tanz (auch Lolo genannt) wird vor allem von den Ga (ethnische Gruppe) getanzt.
Der Kpanlogo ist ein freier Tanz, der um 1962 entstanden ist. Es handelt sich um einen Gesellschaftstanz mit 8-taktigen Rhythmusimprovisationen, der zu Partys getanzt wird und das Treffen der Geschlechter, aber auch Alltagsprobleme symbolisieren soll.
Vor allem bei der Jugend ist dieser Tanz sehr beliebt, der viele komische Elemente und sexuelle Anspielungen enthält.

## Gesang
Die Lieder, die zum Rhythmus gesungen werden, sind zahlreich.
Eines der populären Lieder hat folgenden Wortlaut (Wortklang unserer Sprache angepasst):
V = Vorsänger, C = Chor
V: Djeebo, djeebo, adole djeebo schinamomo!
C: Konkolo, odan konkolo!
[2x]
Mehrmaliger Wechselgesang:
V: Ade sumo adole
C: Eh aeeeee
Abschließend alle:
Konkolo, odan konkolo.

Hier ein anderes Lied zum Rhythmus mit Übersetzung:
Ruf – Vorsänger - 2x
Naa DenSua ooo		
(NaDenSua = Name eines Mädchens oder einer Frau)
Alle
Awula ni yaa ee
(Die junge Frau geht)
Owu tse booloo
(Dein Mann ruft Dich)
Naa DenSua, yako mama
(NaDenSua = Name – ziehe Dich schön an und gehe – zu ihm)
ni oya bole twie
(gehe und hör, was er zu sagen hat)